# Mike Youles
Mike Youles (ur. 11 stycznia 1956 roku) – brytyjski kierowca wyścigowy.

## Kariera
Youles rozpoczął karierę w międzynarodowych wyścigach samochodowych w 1990 roku od startów w Interserie Div. 1 oraz World Sports-Prototype Championship. W Interserie z dorobkiem dwóch punktów uplasował się na 24 pozycji w klasyfikacji generalnej. W tym samym roku zwyciężył w klasie C2 24-godzinnego wyścigu Le Mans. W późniejszych latach pojawiał się także w stawce Grand American Sports Car Series, European Le Mans Series, American Le Mans Series oraz Le Mans Endurance Series.